# Sava Ranđelović
Sava Ranđelović (serbisk kyrilliska: Сава Ранђеловић), född 17 juli 1993 i Niš, är en serbisk vattenpolospelare.
Ranđelović ingick i det serbiska landslag som vann den olympiska vattenpoloturneringen i Rio de Janeiro 2016.
Ranđelović tog VM-guld i samband med världsmästerskapen i simsport 2015 i Kazan och i Budapest 2017 tog han en bronsmedalj. EM-guld tog han 2014 i Budapest.